# Okręg Sainte-Menehould
Okręg Sainte-Menehould (fr. Arrondissement de Sainte-Menehould) – okręg w północno-wschodniej Francji. Populacja wynosi 14 300.

## Podział administracyjny
W skład okręgu wchodzą następujące kantony:
- Givry-en-Argonne,
- Sainte-Menehould,
- Ville-sur-Tourbe.